# Giulio Cesare Cusano
Giulio Cesare Cusano (Genova, 25 novembre 1901 – Genova, ...) è stato un calciatore italiano, di ruolo centrocampista.
Era fratello dei calciatori Luigi Cusano, detto Cusano II, e Giovanni Cusano, detto Cusano III, e per questo era conosciuto come Cusano I.

## Carriera
Formatosi nel Vittoria Genova, viene ingaggiato dall'Andrea Doria, sodalizio con il quale debutta in Prima Divisione nella stagione 1922-1923. Con i doriani milita sino al 1927, disputando cinque stagioni nella massima serie calcistica italiana, per un totale di 81 presenze e 19 reti, ottenendo come miglior piazzamento il settimo posto nel girone A della Lega Nord nella stagione 1925-1926.
Nel 1927 passa alla Carrarese, società militante in cadetteria. Con lui i toscani ottengono il sesto posto nel girone C della Prima Divisione 1927-1928.
La stagione seguente passa al Foggia, con cui partecipa al Campionato Meridionale 1928-1929, giungendo con la compagine pugliese alle semifinali.
L'anno dopo si trasferisce al Cagliari, società militante in Prima Divisione, corrispondente alla terza serie, con cui ottiene il quinto posto nel girone D. Milita nel sodalizio sardo anche nella stagione seguente, vincendo le finali del girone Sud ed aggiudicandosi la promozione in Serie B.
Nel 1931 ritorna all'Andrea Doria, società con cui ottiene il quarto posto e, la stagione successiva, il quinto posto nel girone D della Prima Divisione 1932-1933.